# Oligoclada xanthopleura
Oligoclada xanthopleura är en trollsländeart som beskrevs av Borror 1931. Oligoclada xanthopleura ingår i släktet Oligoclada och familjen segeltrollsländor. IUCN kategoriserar arten globalt som otillräckligt studerad. Inga underarter finns listade i Catalogue of Life.